# 足式高爾夫
足球式高爾夫，也称为足球高爾夫和足式高爾夫（英語：Footgolf），是高爾夫球運動的一個變種，使用高尔夫的场地和足球傳球技術，通過長傳、短傳等技巧，加上果岭上替換成更大（直徑55.5cm）的球洞，參賽者根据高尔夫规则以最少的傳送把足球送進球洞內。
由於足式高爾夫無需使用價格高昂的球桿，加上所需的技巧與金錢，所以不少前足球員都對這項運動感興趣。現時足式高爾夫在多個國家推廣，在智利還有百龄坛足式高尔夫挑战赛。在瑞士日內瓦亦設有國際足式高爾夫協會，该协会举办过多次足式高尔夫世界杯。

## 外部連結
- Federation for International FootGolf  （页面存档备份，存于）